# Falu BS
Falu BS ist ein schwedischer Sportverein aus der Stadt Falun. 

## Geschichte
Falu BS wurde am 10. Dezember 1935 gegründet. Er entstand damals aus dem Zusammenschluss der Sportvereine Falu BK, Holmens IF, Falu SK und IFK Falun. Bandy, das neben anderen Sportarten in den vier Vereinen gespielt wurde, entwickelte sich zur wichtigsten Abteilung im neuen Verein.

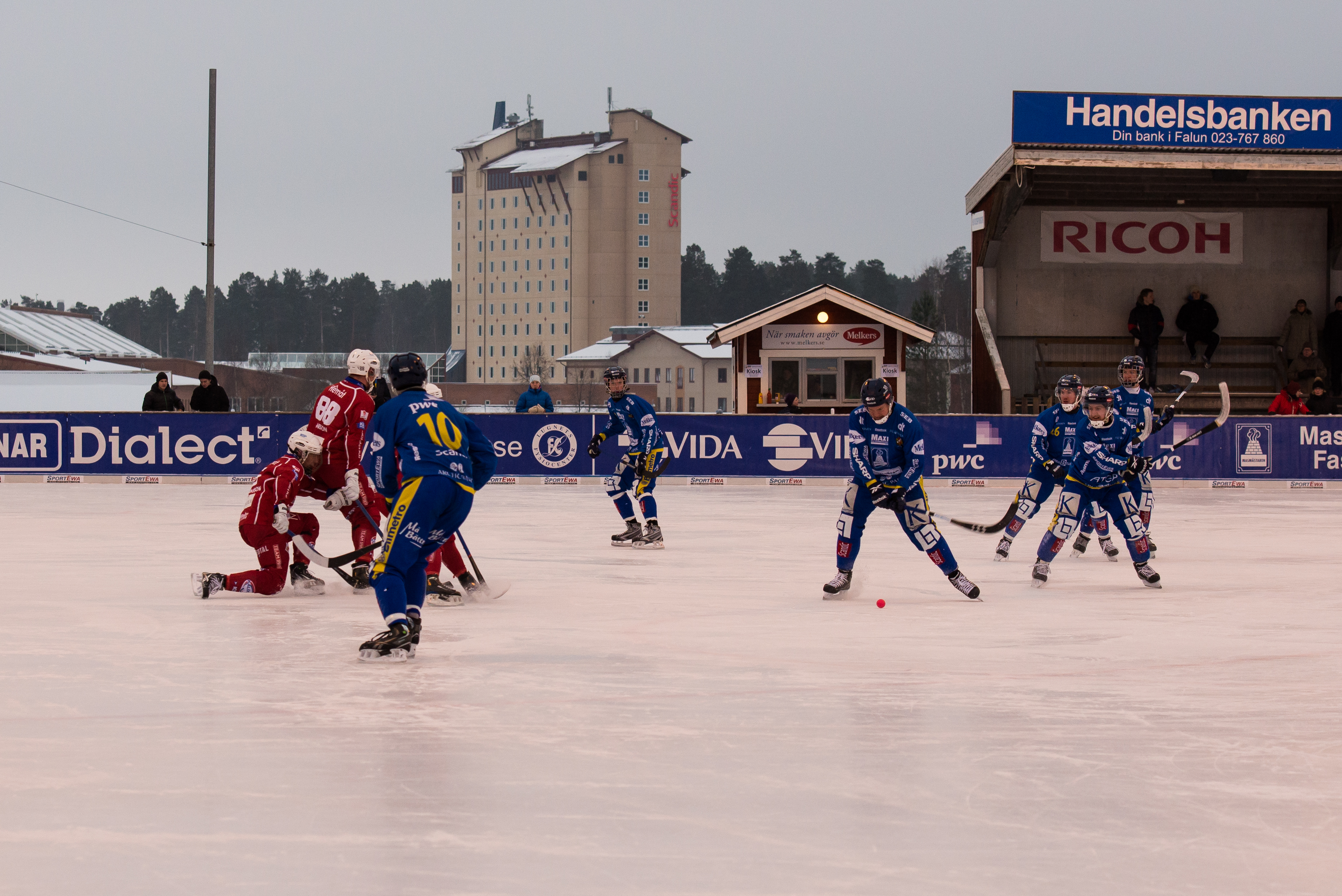
Der Bandymannschaft im Lugnets-Eisstadion

1936 startete die Bandymannschaft in der Division 2. Ihre Heimspiele trug die Mannschaft damals im Matcherna Främbyviken oder Kvarnbergsplan aus, was später Kopparvallen heißen sollte.
In der Saison 1939/1940 stieg der Verein das erste Mal in die höchste Spielklasse, die Bandyallsvenskan auf. Nach zwei weiteren Spielzeiten in der Liga stieg der Verein wieder ab. In der Folgezeit pendelte der Verein zwischen erster und zweiter Liga, bevor Anfang der 1970er Jahre die erfolgreichste Zeit des Vereins begann. Falu BS wurde 1971 und 1974 schwedischer Meister. 1976 und 1999 erreichte der Sportverein das Finalspiel um die schwedische Meisterschaft, verlor aber diese Spiele.
In der Saison 2018/2019 stieg der Verein von der Bandyallsvenskan in die inzwischen höchste Spielklasse, die Elitserien auf. Der Verein trägt seine Heimspiele im Lugnets-Eisstadion in Falun aus.
Die weniger erfolgreichen Fußballer des Vereins konnten sich erst dreimal (Stand 2018) für die zweite schwedische Liga (früher Division 2, später Superettan) qualifizieren, stiegen aber jeweils sofort wieder ab (Saison 1953/54, 1975 und 1985). In der Saison 2024 spielt Falu BS in der viertklassigen Division 2. 

### Erfolge
Schwedischer Meister (Bandy): 1971, 1974
Ljusdal World Cup: 1998